# Champex

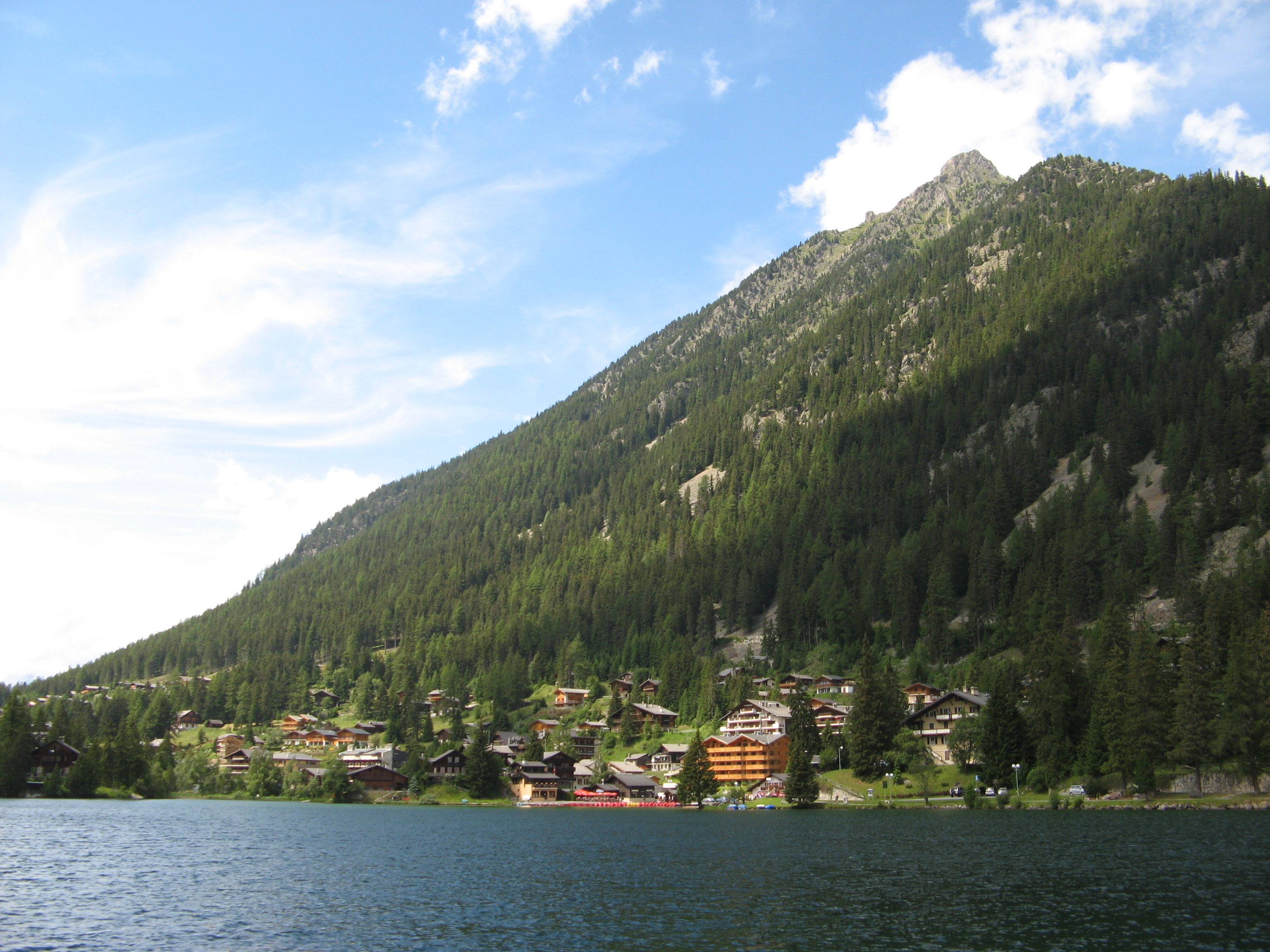
Champex

Champex o Champex-Lac és un llogaret situat al cantó francòfon suís del Valais, que forma part del municipi d'Orsières.
El poble es troba a 1.470 metres a la riba del llac de Champex, als peus del massís del Mont Blanc. És un punt de partida per a nombroses excursions a les muntanyes i refugis circumdants (La Breya, refugi de Trient, Le Catogne). Champex també és una petita estació d'esquí.
El pas de Champex es troba a uns centenars de metres a l'oest de Champex.